# The Oxford Dictionary of English Etymology
The Oxford Dictionary of English Etymology est un dictionnaire étymologique en langue anglaise publié par Oxford University Press (OUP).

## Éditions
- C. T. Onions, G. W. S. Friedrichsen, R. W. Burchfield (1966, réédité en 1983, 1992 et 1994)  (ISBN 0-19-861112-9)

Aussi publié par OUP :
- The Concise Oxford Dictionary of English language
  - T. F. Hoad (1986)
  - T. F. Hoad (1993)  (ISBN 0-19-283098-8)
- An Etymological Dictionary of the English Language
  - W. W. Skeat (1963)  (ISBN 0-19-863104-9)

## Source de la traduction
- (en) Cet article est partiellement ou en totalité issu de l’article de Wikipédia en anglais intitulé « The Oxford Dictionary of English Etymology » (voir la liste des auteurs).